# Salabygdens kontrakt
Sala kontrakt, senare Salabygdens kontrakt var ett kontrakt i Västerås stift. Det upplöstes 1 januari 2007 då församlingarna uppgick i den då bildade Norra Västmanlands kontrakt.

## Ingående församlingar
Området omfattade Sala stad, Övertjurbo härad och del av Yttertjurbo härad
- Sala stadsförsamling
- Sala landsförsamling
- Norrby församling överförd 1952 från Fjärdhundra kontrakt i Uppsala stift
- Möklinta församling
- Kila församling
- Kumla församling
- Tärna församling överförd 1 maj 1923 från Fjärdhundra södra kontrakt i Uppsala stift
- Kungsåra församling överfördes 1962 till Domprosteriet
- Björksta församling överfördes 1962 till Domprosteriet
- Tortuna församling överfördes 1962 till Domprosteriet
- Sevalla församling överfördes 1962 till Domprosteriet

1962 tillfördes från Västerfärnebo kontrakt
- Västerfärnebo församling
- Fläckebo församling
- Karbennings församling överfördes sedan före 1998 till Mellersta Västmanlands kontrakt